# Joseph Tolinski
Józef Toliński, né le 9 mars 1764 près de Poznań et mort le 6 décembre 1823, est un officier polonais, au service successivement de l'Autriche, de la république des Deux Nations, du duché de Varsovie, du Premier Empire et du royaume du Congrès.

## Biographie
Józef Toliński entre dans l'armée autrichienne en 1780. Sous-lieutenant en 1782, lieutenant deux ans plus tard, il combat les Turcs en 1789 et 1790 et devient capitaine cette même année. 
En 1792, il passe au service de la Pologne. En 1794, après l'échec de l'insurrection de Kościuszko, il se retire avec le grade de colonel. 
Il reprend du service lors de la création du duché de Varsovie en 1807 et devient colonel du 13e régiment de cavalerie le 18 juin 1809. Il commande ce régiment durant la campagne de Russie au sein de la brigade Sulkowski dans le corps de Joseph-Antoine Poniatowski,. Au cours de cette campagne, il participe à la bataille de la Moskowa et au combat de Winkowo, puis, sous les ordres du général Zajączek, à la bataille de la Bérézina.
Nommé général de brigade du duché de Varsovie le 3 février 1813, il prend le commandement de la 2e brigade de la 7e division de cavalerie légère du 4e corps de cavalerie du général François-Étienne Kellermann. Il est grièvement blessé à la bataille de Leipzig. Commandant d'une brigade de cavalerie polonaise au service de la France le 31 décembre 1813, il refuse de prendre le commandement d'une des brigades de la division polonaise du général Louis Michel Pac. 
Fait général de brigade dans l'armée française le 15 mars 1814,, il combat à Arcis-sur-Aube (20 mars). 
Après avoir démissionné du service français en mai 1814, à la suite de l'abdication de Napoléon, il regagne la Pologne et intègre l'armée du royaume du Congrès, dont il devient le chef d'état-major général le 5 février 1815.

## Distinctions
Il est fait chevalier de la Légion d'honneur le 22 août 1812, et officier du même ordre le 3 décembre 1813. 
Il est également fait chevalier de l'ordre Virtuti Militari du duché de Varsovie à la fin de l'année 1813. 
Après son retour en Pologne en 1814, il est décoré de l'ordre de Saint-Stanislas de 1re classe.